# Trachylepis bocagii
Espèce
Synonymes
- Mabuia bocagii Boulenger, 1887
- Mabuya bocagii (Boulenger, 1887)
- Euprepis bocagii (Boulenger, 1887)

Statut de conservation UICN

 LC  : Préoccupation mineure
Trachylepis bocagii est une espèce de sauriens de la famille des Scincidae.

## Répartition

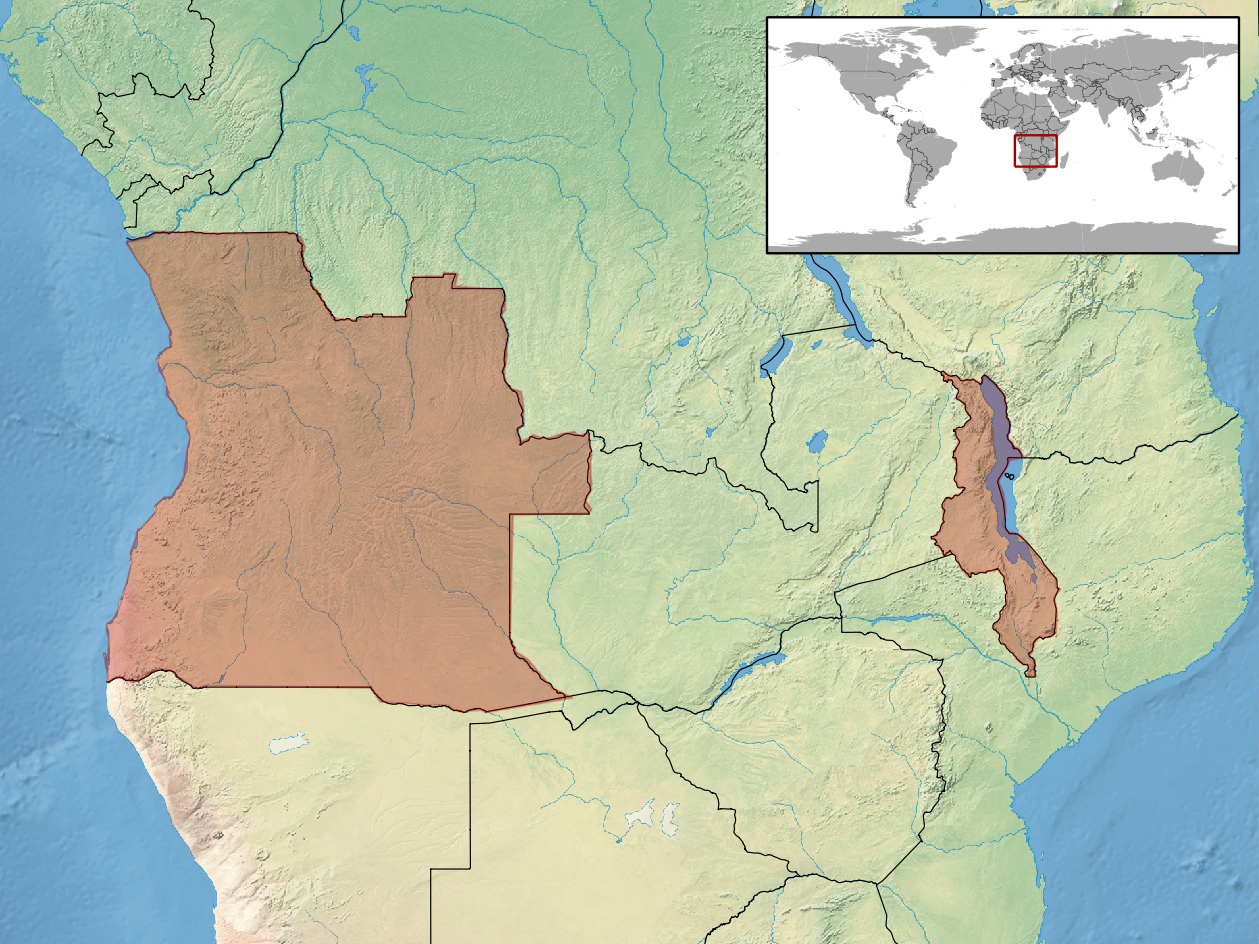
Répartition de l'espèce.

Cette espèce se rencontre en Angola, en Zambie, au Zimbabwe et au Malawi. Sa présence est incertaine en Tanzanie.

## Étymologie
Cette espèce est nommée en l'honneur de José Vicente Barbosa du Bocage.

## Publication originale
- Boulenger, 1887 : Catalogue of the Lizards in the British Museum (Nat. Hist.) III. Lacertidae, Gerrhosauridae, Scincidae, Anelytropsidae, Dibamidae, Chamaeleontidae. London, p. 1-575 (texte intégral).